# Занозюк Олександр Петрович
Олександр Петрович Занозюк (11 березня 1984, Костопіль, Рівненьська область, Україна — 25 грудня 2022, с. Червонопопівка, Луганська область, Україна) — солдат Збройних сил України, учасник війни на сході України.

## Життєпис
Олександр народився 11 березня 1984 рок в м.Костопіль. Навчався в загальноосвітній школі № 6. Закінчив Костопільський технологічний коледж. Після проходження служби в ЗСУ, Олександр вступив до Національного Львівського лісотехнічного університету. В мирний час працював майстром в художній студії по виготовленню меблів. В Героя  залишилися батьки, дружина та донька. Олександр був мобілізований 29 серпня 2022 року. Проходив службу в 1 парашутно-десантному батальйоні в/ч А1126.
25 грудня 2022 року загинув поблизу населеного пункту Червонопопівка Сєверодонецького району Луганської області.
Поховали Олександра на новому кладовищі м. Костопіль поруч з іншими воїнами Небесного Легіону.

## Нагороди
- Орден «За мужність» ІІІ ступеня (1 вересня 2023 , посмертно) — за особисту мужність, виявлену у захисті державного суверенітету та територіальної цілісності України, самовіддане виконання військового обов'язку[1]